# Bangkok Traffic (Love) Story
Pour plus de détails, voir Fiche technique et Distribution.
Bangkok Traffic (Love) Story (en thaï รถไฟฟ้า มาหานะเธอ, RTGS: Rot Fai Fa Ma Ha Na Thoe) est une comédie romantique thaïlandaise réalisée par Adisorn Tresirikasen et sortie en 2009.

## Synopsis
Mei Li (ou tout simplement Li) est une jeune trentenaire célibataire. Le soir du mariage de son amie Ped, elle se retrouve ivre. Se sentant fatiguée, elle dort quelques heures dans le lit des mariés, et prend ensuite sa voiture pour rentrer chez elle. Au cours de ce trajet, elle a un léger accrochage avec un autre véhicule. Cet accident lui offre l'occasion de rencontrer Loong, un beau jeune homme qui travaille comme ingénieur pour le service public du BTS-Sky Train. Elle tombe amoureuse de Loong. Mais sous l'emprise de la passion, Li va multiplier les gaffes...

## Fiche technique
- Titre : Bangkok Traffic (Love) Story
- Titre original : รถไฟฟ้า มาหานะเธอ (Rot Fai Fa Ma Ha Na Thoe)
- Réalisation : Adisorn Tresirikasem (อดิสรณ์ ตรีสิริเกษม)
- Scénario : Adisorn Tresirikasem, Benjamin Srabua (เบ็ญจมาภรณ์ สระบัว) et Navapol Thamrongrattanarit (นวพล ธำรงรัตนฤทธิ์)
- Pays : Thaïlande
- Genre : Comédie romantique
- Durée : 126 minutes
- Date de sortie : 2009

## Distribution
- Cris Horwang (คริส หอวัง[1]) :  Mei Li (ou Li), la célibataire romantique
- Theeradej Wongpuapan (Teeradeth Ken ; ธีรเดช วงศ์พัวพันธ์[2]) : Loong (Lung), ingénieur du métro aérien de Bangkok
- Panisara Primpru (ปาณิสรา อารยะสกุล) : Ped, meilleure amie de Li
- Ungsamalynn Sirapatsakmetha (อังศุมาลิน สิรภัทรศักดิ์เมธา) : Plern, voisine de Li
- Charlie Trairat (ชาลี ไตรรัตน์) : ex-petit ami de Plern
- Taksaorn Paksukcharern (ทักษอร ภักดิ์สุขเจริญ) : Kop Kavita
- Chaleumpol Tikumpornteerawong : passager (soongtheaw (Songthaeo)) d'un bus lors nouvel an thaïlandais, fête appelée Songkran ou encore Fête de l'eau. (Invité ; ผู้โดยสารรถสองแถว (รับเชิญ))[pas clair]

## Autour du film
Bangkok Traffic (Love) Story a été sponsorisé par le service public du métro aérien de Bangkok (BTS) (le skytrain) qui fêtait alors ses dix ans d'ouverture (inauguration en 1999),, raison pour laquelle le film montre de nombreuses stations du métro ainsi que des scènes du travail de maintenance sur le réseau du Sky Train.
Le film met aussi en scène plusieurs lieux emblématiques de Bangkok, entre autres Wat Arun, Yaowarat, Ananta Samakhom Trone Hall, Chan Road, le Planétarium de Bangkok...